# Zdanie podrzędne przydawkowe w języku angielskim
Zdania podrzędne przydawkowe w języku angielskim lub zdania podrzędne względne – struktura zdań przydawkowych w języku angielskim. Zdania przydawkowe dzielą się na opisowe i ograniczające.

## Natura zdania podrzędnego przydawkowego
Zdania podrzędne przydawkowe (relative clauses) zawierają dodatkowe informacje o rzeczownikach w zdaniu, najczęściej występujących w charakterze podmiotu lub dopełnienia. Ze zdaniem głównym łączą się przy pomocy zaimków względnych: who, whom, whose, which, that, przysłówków when, where, why oraz bezspójnikowo.

## Pozycja zdania przydawkowego
Zdanie podrzędne przydawkowe występuje po rzeczowniku, do którego się odnosi, niezależnie od jego miejsca w zdaniu: Zdania: The cars have been sold i The cars were made in Ireland w połączeniu dają: The new cars, that were made in Ireland, have been sold.

## Zaimek względny jako podmiot zdania podrzędnego
W zdaniach, w których dopełnienie jest osobą, występują dwie odrębne informacje o podmiocie. Zdania te połączone są zaimkiem who albo that: Here's the girl, who used to live next door → Oto dziewczyna, która kiedyś mieszkała obok. Zdanie to jest syntezą dwóch zdań:
- Here's the girl.
- She lived next door.

W zdaniach, w których podmiotem zdania podrzędnego jest rzecz, używa się zaimków względnych which lub that: I lodged a complaint about the camera, which is not working properly → Złożyłem skargę w sprawie aparatu, który nie działa prawidłowo.

## Zaimek względny jako dopełnienie zdania podrzędnego
Zaimek względny występuje na początku zdania podrzędnego również w przypadku, kiedy pełni ono funkcję dopełnienia: There's the doctor whom I met yesterday → Oto lekarz, którego wczoraj spotkałem jest syntezą zdań:
- Theres the doctor.
- I met him yesterday.

## Zdania ograniczające
Zdania ograniczające (restrictive clauses) są konieczne dla zrozumienia sensu całej wypowiedzi. Ich rolą jest zdefiniowanie osoby lub rzeczy, o której mówi to zdanie: The man who lives next door is a doctor. Zdanie przydawkowe ograniczające łączy się ze zdaniem głównym przy pomocy przyimków lub zaimków względnych, które zwłaszcza w mowie potocznej, wypadają. Wybór zaimka, jak również opcja jego opuszczenia zależy od przypadku, w którym jest użyty, jak również faktu, do czego się odnosi: do osoby bądź rzeczy. Przed zdaniem przydawowym ograniczającym nie stawia się przecinka.
- W przypadku podmiotu używa się zaimka  who dla osób, that dla rzeczy: The man, who is just speaking on the TV, lives in our street → Mężczyzna, który właśnie mówi w telewizji, mieszka na naszej ulicy.
- W przypadku dopełnienia używa się zaimków that, who. which lub zgoła się je pomija: The car (that) you're going to buy, was involved in an accident → Samochód, który zamierzasz kupić, brał udział w wypadku.
- W dopełniaczu używa się whose dla osób, of which i whose dla rzeczy: The book, the cover of which is shown in the newspaper, has been written by my former teacher → Książka, której okładkę pokazano w gazecie, jest napisana przez mojego byłego nauczyciela.
- W przypadku wyrażenia z przyimkiem, zdania łączy się najczęściej bezpośrednio: The garden you are looking at belongs to my father → Ogród, na który patrzysz, należy do mojego ojca.

Możliwe jest użycie niektórych przysłówków, np.: It's the country, where the sun never sets → To kraj, w którym słońce nigdy nie zachodzi. Po przymiotnikach w stopniu najwyższym, jak również po all. any, only występuje wyłącznie zaimek that: She's the best doctor that  have looked after my children → Ona jest najlepszym lekarzem, jaki opiekował się moimi dziećmi.

## Zdania opisujące
Zdania opisujące zawierają dodatkowe informacje, które nie są niezbędne dla zrozumienia sensu zdania głównego, gdyż osoba lub rzecz, o którą chodzi mówiącemu, jest znana bądź została zdefiniowana inaczej: Ann, who is very friendly, bought my childern some toys → Ann, która jest bardzo przyjacielska, kupiła moim dzieciom kilka zabawek. Podmiot zdania jest określony z imienia, a zdanie who is very friendly jest jedynie informacją uzupełniającą, bez której zrozumienie zdania głównego byłoby możliwe. Zdania podrzędne typu opisującego oddziela się od reszty zdania przecinkiem. W zdaniach opisujących pojawiają się następujące zaimki względne:
- w przypadku podmiotu who dla osób, which dla rzeczy: My mother, who is a detective for the Avon and Somerset police, might be able to help you → Moja matka, która jest detektywem w Avon and Somerset Police, byłaby w stanie ci pomóc.
- w przypadku dopełnienia: whom dla osób, which dla rzeczy: The North Sea, which you surely know, is almost deprived of cod → Morze Północne, które na pewno znacie, jest prawie pozbawione dorszy.
- w dopełniaczu: whose dla osób, of which dla rzeczy: Tom, whose father died recently, cannot get over it → Tom, którego ojciec niedawno zmarł, wciąż nie może się z tym pogodzić.
- w wyrażeniach z przyimkiem: who(m) dla osób, which dla rzeczy: Tom, with whose car we're just travelling, works for my company → Tom, którego samochodem podróżujemy, pracuje u mnie w firmie.